# Храм Космы и Дамиана в Космодемьянском
Храм святых бессребреников Космы и Дамиана в Космодемьянском — православный храм в Левобережном районе Москвы. Входит в состав Знаменского благочиния Московской епархии. Имеет статус памятника архитектуры регионального значения.

## История

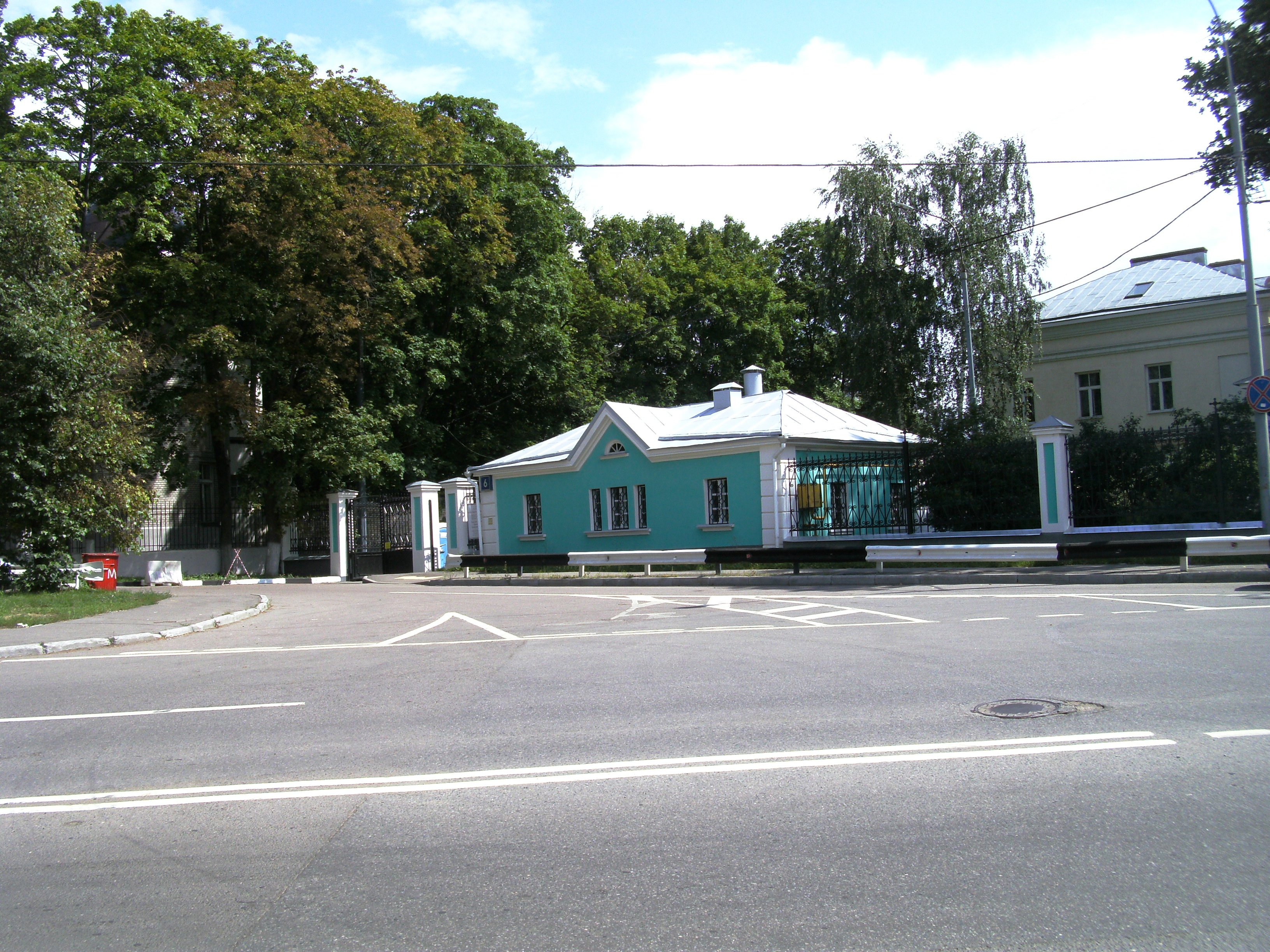
Вход на территорию храма со стороны Правобережной улицы

Первое упоминание о деревянной церкви Космы и Дамиана в селе Космодемьянском приходится на конец XVI века. В 1726 году началось строительство каменного храма на месте ветхой деревянной церкви, освящение нового храма состоялось в 1730 году.
С южной стороны Космодамиановской церкви благотворительностью Елены Еналеевой по проекту архитектора Александра Никифорова в 1889 году был пристроен и освящён придел в честь святого благоверного и великого князя Александра Невского. Немного позднее были построены деревянная сторожка и церковно-приходская школа (1896).
В 1920—1930-е годы храм уцелел стараниями прихожан. В это время настоятелем храма служил отец Сергий Владыченский, который в 1931 году был арестован, и в ссылке скончался. 5 сентября 1940 года церковь была закрыта и осквернена: в дальнейшем в разорённом храме находилась типография.
Типографское предприятие просуществовало до 1990-х годов, потом предприятие закрылось, и храм вернули Церкви.
В 1994 году была совершена первая литургия в приделе Александра Невского, и началось восстановление и реставрация храма. В 1998 году храм посетил патриарх Московский и всея Руси Алексий II.
Шло восстановление храма: в 2000 году построена колокольня, в 2002-м на купола были подняты золотыех кресты, с 2003 по 2005 год храм был полностью расписан. В 2001 году начались регулярные еженедельные богослужения. В 2005-м приходу храма была передана часовня на Химкинском кладбище в честь святого равноапостольного великого князя Владимира.
При храме создано православное сестричество во имя святых Космы и Дамиана: сёстры милосердия окормляют пансионат для ветеранов труда, военный клинический госпиталь имени Вишневского, дом ребёнка в Мытищах и другие лечебные заведения. Действует воскресная школа для детей. Создан молодёжный кружок.
В мае 2012 года настоятель этого храма стал благочинным.
11 октября 2015 года патриарх Московский и всея Руси Кирилл совершил чин великого освящения храма святых бессребреников Космы и Дамиана в Космодемьянском и Божественную литургию в новоосвященном храме.

## Престолы храма
- Святых бессребреников Космы и Дамиана, Римских
- Святого блгв. князя Александра Невского